# Hilimaufa
Hilimaufa is een bestuurslaag in het regentschap Nias Selatan van de provincie Noord-Sumatra, Indonesië. Hilimaufa telt 905 inwoners (volkstelling 2010).